# Cabinet Stolpe III
 (mars 2023).
Si vous disposez d'ouvrages ou d'articles de référence ou si vous connaissez des sites web de qualité traitant du thème abordé ici, merci de compléter l'article en donnant les références utiles à sa vérifiabilité et en les liant à la section « Notes et références ».
Le cabinet Stolpe III était le gouvernement régional (Landesregierung) du Land de Brandebourg du 13 octobre 1999 au 26 juin 2002.
Il était dirigé par le Ministre-président social-démocrate Manfred Stolpe et constitué d'une grande coalition entre le Parti social-démocrate d'Allemagne (SPD) et l'Union chrétienne-démocrate d'Allemagne (CDU).
Il a succédé au cabinet Stolpe II, formé par le seul SPD, et a été remplacé par le cabinet Platzeck I, soutenu par une alliance identique.

## Composition
| Portefeuille                                                                                     | Titulaire      | Titulaire                             | Parti |
| ------------------------------------------------------------------------------------------------ | -------------- | ------------------------------------- | ----- |
| Ministre-président                                                                               |                | Manfred Stolpe                        | SPD   |
| Ministre de l'Intérieur Vice-Ministre-président                                                  |                | Jörg Schönbohm                        | CDU   |
| Ministre des Finances                                                                            |                | Wilma Simon (jusqu'au 19/09/2000)     | SPD   |
| Ministre des Finances                                                                            | Dagmar Ziegler |                                       | SPD   |
| Ministre de la Justice et des Affaires européennes                                               |                | Kurt Schelter                         | CDU   |
| Ministre de l'Économie                                                                           |                | Wolfgang Fürniß                       | CDU   |
| Ministre du Travail, des Affaires sociales, de la Santé et de la Famille                         |                | Alwin Zeil                            | SPD   |
| Ministre de l'Agriculture, de la Protection de l'environnement et de l'Aménagement du territoire |                | Wolfgang Birthler                     | SPD   |
| Ministre de l'Éducation, de la Jeunesse et des Sports                                            |                | Steffen Reiche                        | SPD   |
| Ministre de la Science, de la Recherche et de la Culture                                         |                | Wolfgang Hackel (jusqu'au 17/10/2000) | CDU   |
| Ministre de la Science, de la Recherche et de la Culture                                         | Johanna Wanka  |                                       | CDU   |
| Ministre du Développement urbain, du Logement et des Transports                                  |                | Hartmut Meyer                         | SPD   |